# Éliane Thiollier
Pour les articles homonymes, voir Thiollier.
Éliane Thiollier, née le 5 juin 1926 à Saint-Germain-en-Laye et morte le 28 août 1989 à Grateloup-Saint-Gayrand en Lot-et-Garonne, est une artiste peintre et lithographe française.

## Biographie
Éliane Thiollier est la fille d'un architecte. Cette ancienne élève de l'École des beaux-arts de Paris fréquente l'atelier René Jaudon au début des années 1950 où elle affine sa technique picturale et s'initie à la lithographie : c'est de fait ensemble que dès 1950 le maître et l'élève illustrent les Poèmes de Frédéric de Towarnicki.
Sa participation au Salon de la Jeune Peinture dès 1951, époque où elle s'installe au 23, rue Vieille-du-Temple à Paris, la fait se lier d'amitié avec Paul Rebeyrolle, Raymond Guerrier, Édouard Mac-Avoy, Jean-Pierre Alaux, Michel-Henry, Maurice Boitel qui en 1955 l'invite dans son groupe au Salon Comparaisons.
Elle va trouver en Provence les couleurs caractéristiques de sa palette, faite de rouge et d'ocre. Elle travaille la lumière de « la Camargue, avec sa lumière drue, ses guardians et ses cavalcades », au Mexique, du Maroc à l'Inde, du Kenya à la Thaïlande, mais aussi dans le sud-ouest de la France. Elle crée des œuvres solaires, très structurées, qui font vibrer ses « paysages aux nuances fines et fortes ». Elle choisira de s'installer à Tourtrès pour travailler.
Revendiquant de « vivre avec l'indépendance qui convient à un artiste », également créatrice de cartons de tapisseries, Éliane Thiollier a œuvré pour la reconnaissance de la peinture figurative. Elle est nommée secrétaire générale de la Jeune Peinture de 1957 à 1964, démissionnant alors du fait de son désaccord avec l'engagement politique du Salon. Elle est également membre du comité directeur de l'Union des arts plastiques, secrétaire générale du Salon du dessin et de la peinture à l'eau, membre du conseil du Salon d'automne, commissaire général du Salon d'automne en 1987.
Elle meurt dans un accident de la route le 28 août 1989 en Lot-et-Garonne.

## Contributions bibliophiliques
- Frédéric de Towarnicki, Poèmes, lithographies originales de René Jaudon et Éliane Thiollier, 1950.
- Jean-Roger Lorsky, Peillon des Météores, quatre lithographies originales hors texte d'Éliane Thiollier, 200 exemplaires numérotés, Éditions Michel Brient, 1955.
- Jean Sareil, Les cent femmes de Jérôme Grandvilliers, illustrations d'Éliane Thiollier, New York, Regents Publishing Company, 1972.

## Expositions

### Expositions collectives
- Salon des moins de trente ans, Paris, 1947, 1948[8].
- Salon des indépendants, Paris, 1947, de 1953 à 1959[8]..
- Salon de la Société nationale des beaux-arts, Paris, 1947.
- Bimillénaire de Paris - Comité Montparnasse - Exposition de peintres et sculpteurs de l'École de Paris, La Coupole, Paris, juin-juillet 1951[2].
- Salon de la Jeune Peinture, Paris, de 1951 à 1959.
- Salon Comparaisons, Paris, 1955, 1957, 1959[8].
- Salon d'automne, Paris, 1955, 1958[8], de 1972 à 1990[9].
- Salon des grands et jeunes d'aujourd'hui, Paris, 1955.
- Salon Terres latines, Paris, de 1956 à 1959[8].
- Salon des femmes peintres, de 1956 à 1959[8].
- Salon de la Société nationale des beaux-arts, de 1956 à 1959[8].
- Salon du dessin et de la peinture à l'eau, Paris, 1960.
- Peintures de poches - Lucien Fontanarosa, Pierre Garcia-Fons, Guillemette Morand, Michel Patrix, Éliane Thiollier, Robert Wogensky…, Galerie Epona, Paris, décembre 1960[10].
- Salon international de la peinture taurine, Nîmes, 1962.
- Exposition organisée à l'occasion des États généraux du désarmement, Cercle Volney, mai 1963.
- Salon des peintres témoins de leur temps, Paris, 1970, 1971.
- Salon des arts en Yvelines, Versailles, 1972.
- Les peintres de la Galerie Nettis - Raymond Biaussat, Pierre Bisiaux, Pierre Duteurtre, Daniel Gélis, Claude Hémeret, Alexis Hinsberger, Éliane Thiollier, Félix Varla, Salon du Lions-Club d'Eu, chapelle des Jésuites, Eu (Seine-Maritime), mars-avril 1981.
- La Société nationale des beaux-arts, Japon, 1983.
- Salon d'Angers, 1984.
- Salon de l'Institut européen de l'aquarelle, Bruxelles, 1987.
- Première rencontre d'art contemporain de Calvi - Paul Ambille, Frédéric Menguy, Blasco Mentor, Michel-Henry, Bernard Piga, Michel Sementzeff, Guy Seradour, Éliane Thiollier, Bernardino Toppi, Jean-Marie Zacchi…, citadelle de Calvi, juin-septembre 1996[11].
- Un siècle de peinture : Le Lot-et-Garonne en toile de fond, musée Raoul-Dastrac, Aiguillon (Lot-et-Garonne), février 2000[12].
- Participations non datées : Salon des artistes français, Salon des femmes peintres, Salon de la marine, Paris ; Salon Peintres en Champagne, Chalons-en-Champagne.

### Expositions personnelles
- Galerie Pascaud, Paris, 1952[8].
- Galerie Suillerot, Paris, 1954, 1956, 1958[13], 1960.
- Galerie Wolfsberg, Zurich, 1963.
- Galerie Vendôme, Paris, 1970.
- Expositions à Genève, Bordeaux, Arles, Angers, Quimper, Lyon, Besançon, Albi, Annecy…, 1965-1970.
- Galerie Cardo Matignon, Paris, 1969, 1971.
- Galerie France, Londres, 1971.
- Expositions à Valence, Cannes, Grenoble, Mulhouse, Reims, Tarbes, Strasbourg, Montauban, Toulouse, Grenoble, Montpellier, Marseille, Rennes, Angers, Fontainebleau…, 1973-1984
- Galerie Saint-Hubert, Lyon, 1984, 1989 (rétrospective).
- Galerie Nettis, Le Touquet, juin 1984[14], 1998 (rétrospective).
- Galerie Denise Valtat, Paris, mars-avril 1985[4], 1988.
- Éliane Thiollier. Quarante ans de peinture, musée Rapin, Villeneuve-sur-Lot, juillet-septembre 1986[15].
- Galerie Bouscayrol, Biarritz, 1987.
- Hommage des amis du Salon d'automne, présidé par Édouard Mac Avoy, 1989.
- Hommage du Lot-et-Garonne, Maison du Lot-et-Garonne, 1989.
- Éliane Thiollier. Rétrospective Fondation Taylor, Paris, 1999.
- Galerie Fardel, Le Touquet, juin 2011[16].
- Expositions non datées : galerie du four à pain, Toulon.

## Réception critique
- « Chaque toile est amenée de façon sûre à son plein épanouissement. Rien n'est négligé, ni le dessin strict, ni la pâte souple à souhait, et cependant cela ne sent pas l'effort car la sensibilité sous-jacente demeure présente, frémissante. » - Henri Héraut[13]
- « En exposant Thiollier, on impose le silence car on montre la lumière. Cette lumière qui traverse les oranges et les jaunes transmet la joie aux autres couleurs et semble pourchasser les zones d'ombre. Elle est partout et nulle part. On sent bien, sans beaucoup d'efforts, qu'il y a dans cette sublimation de la réalité lumineuse l'expression d'un refus et d'un désir profond à la fois. Mystique ou pas, chacun y éprouve cette sensation de lumière qui vient de plus loin et qui fait du bien. Oui, il fait chaud au cœur chez Thiollier. Que ce soit dans les fêtes nocturnes ou les scènes mexicaines, on ressent également une espèce de pudeur pour ne pas révéler les individus, pour ne pas les démystifier par un coup de pinceau de plus. Curieusement, cela leur donne plus de présence, de réalité. Comme dans la vie, ils ne sont que des êtres qui passent et ne nous laissent d'eux qu'une attitude, un mouvement, une présence réconfortante. » - Jean-Pierre Chopin[14]
- « Des paysages animés mais épurés, organisés par des coloris puissants dans une matière grassement nourrie. » - Gérald Schurr[15]
- « Il est des peintres qui construisent leur œuvre comme leur vie, avec une persévérance et un courage perpétuel. Éliane Thiollier est des leurs. Elle a su très tôt mettre en évidence dans ses créations la vie qu'elle a choisie : celle de la liberté de penser. Les thèmes de voyages réunissent les personnages et les paysages en de mêmes compositions rigoureuses et puissantes. La force s'y dégage, après un lent travail de cogitation dont paradoxalement la sureté et la précision de la touche possèdent le caractère de la spontanéité réfléchie. » - Patrick-F. Barrer[9]
- « Elle maîtrise rapidement son art, ses compositions s'ordonnent à partir d'un dessin qui traduit avec solidité l'acuité de sa vision, par ailleurs servie par une palette lumineuse aux coloris chauds. » - Lydia Harambourg[17]
- « Trop tôt disparue, Éliane Thiollier laisse cependant une œuvre importante, diverse, qui atteste son intérêt pour l'être humain comme pour le paysage dans différentes parties du monde qu'elle a explorées. Elle fut en effet une grande voyageuse, non pas à l'affût de l'anecdote plaisante ou insolite, mais soucieuse d'approcher au plus intime de chaque pays rencontré, découvert. À regarder ses toiles, on devine le long tête-à-tête avec les lieux afin de s'imprégner de l'atmosphère, de la traduire dans son essence. L'œuvre de Thiollier est synthèse et vie. Si elle obéit à une construction solide qu'architecturent arbres, barques, personnages, elle affirme une vraie liberté dans la traduction de paysages, de scènes quotidiennes : marchés flottants en Thailande ou couverts au Mexique, ou bien bergers au Kenya aux superbes manteaux rouges. Sa palette s'enflamme de pourpre, d'orangé, d'ocre, une gamme chaleureuse, allégée de transparences ; quant au dessin schématique, il traduit l'âme de ces personnages humbles qui l'ont attirée. » - Nicole Lamothe[11]
- « Ses paysages, comme le note Mac-Avoy, sont “vigoureux, construits”, dans une palette reconnaissable aux nuances d'ocre, de gris, de rouges et de noirs. » - Dictionnaire Bénézit[7]

## Récompenses
- Prix du Club du Tableau décerné par les critiques d'art, 1960.
- Prix du Salon international de Vichy, 1960.
- Grand prix de la peinture taurine à Nîmes, 1962.
- Grand prix de la Ville de Nîmes.
- Médaille d'argent du Salon des artistes français.
- Grand prix du conseil général de Seine-et-Marne, 1965.
- Grand prix du conseil général des Yvelines, Versailles, 1969.
- Médaille d'argent du conseil général des Hauts-de-Seine, 1970.
- Second grand prix de la biennale de l'orangerie du château de Versailles, 1977.
- Prix de l'École de la Loire.

## Collections publiques

### Allemagne
- Museumshof, Fulda.

### France
- Musée des Baux-de-Provence.
- Musée d'Art et d'Histoire de Cholet.
- Musée d'art figuratif, Fontainebleau.
- Musée des Beaux-Arts de Mulhouse.
- Musée Mandet, Riom.
- Musée de Gajac, Villeneuve-sur-Lot.
- Fonds national d'art contemporain, Puteaux, dont dépôts[8] :
  - Ambassade de France à N'Djamena, La Brie, huile sur toile, 1958.
  - Ambassade de France à Varsovie, Paysage de l'Île-de-France, huile sur toile, 1960.
  - Préfecture de la Drôme, Valence, Corrida, huile sur toile, 1962.
  - Secrétariat d'état aux anciens combattants, Paris, Fête nocturne sous les arbres, huile sur toile 114x162cm, 1977[18].

### Suisse
- Petit Palais, Genève.

## Collections privées référencées
- Henri Adam-Braun[19].
- Hélène Queuille[8].